# Audrys Juozas Bačkis
Audrys Juozas Bačkis, litvanski rimskokatoliški duhovnik, škof in kardinal, * 1. februar 1937, Kaunas, Litva.

## Življenjepis
18. marca 1961 je prejel duhovniško posvečenje.
5. avgusta 1988 je bil imenovan za naslovnega nadškofa Mete in za apostolskega pronuncija na Nizozemskem. 4. oktobra istega leta je prejel škofovsko posvečenje.
24. decembra 1991 je bil imenovan za nadškofa Vilniusa.
21. februarja 2001 je bil povzdignjen v kardinala in imenovan za kardinal-duhovnika Natività di Nostro Signore Gesù Cristo a Via Gallia.